# Долина (Краматорський район)
Доли́на — село Святогірської міської громади Краматорського району Донецької області, України. Розташоване на кордоні з Харківською областю.
Населення за переписом 2001 року становить 557 осіб.

## Розташування
Село Долина розташоване на автошляху міжнародного значення М03 Київ — Харків — Довжанський, на кордоні Харківської та Донецької областей.

## Походження назви
Раніше — Гола Долина, за місцевостю — долина практично без високорослої рослинності між пагорбами Донецького кряжа, порослими лісом. Слово «гола» з назви було виключено напередодні святкування 25-річчя Перемоги як «неполіткоректне».

## Символіка
Щит скошений справа та зліва на два зелених та кривавих поля.  Зелене поле вгорі символізує Слобожанщину, в межах якої знаходиться село. Зелене поле знизу символізує долину, що відсилає до назви. Кривавий колір символізує кров, яку проливали за ці землі русичі та українські десантники у 2022 році, колір яких - маруновий (відсутній в геральдиці).
Меч. "За версією харківського краєзнавця Михайла Гетьманця, 1185 року в місцевості біля селища Гола Долина відбулася битва на Суюрлії князя Ігоря Святославича з половцями". Меч також є символом боротьби та звитяги українських ДШВ, що зупинили російський наступ по лінії Долина - Богородичне. На той момент основний удар на себе прийняла 95 ОДШБр, яку очолював полковник Дмитро Братішко. З його слів, він використовував тактику, яку вивчив на спільних Литовсько-польсько-українських навчаннях "Три мечі".
Ключ. Долина - перший населений пункт Донеччини, якщо в'їжджати з боку Харкова. Саме він "відкриває" Донецький регіон. Також цей населений пункт міг стати ключовим у російському наступі на Слов'янськ, чого не сталося завдяки українським воїнам.
Дзвін. Найбільша прикраса села це Свято-Георгіївський скит Свято-Успенської Святогірської лаври, який був частково зруйнований в ході воєнних дій. Дзвін на гербі повторює силует дзвону на території скиту. На честь Святого Георгія коронка ключа містить в собі його хрест.
В розділі "Економіка" села Долина значиться ділянка геологорозвідувальної експедиції. Якщо ви добре згадаєте дорогу Харківською трасою, то пригадаєте багато прапорців геологічної розвідки над дорогою та газові вишки, що видобували газ з Дніпро‌всько-Доне‌цької запа‌дини. Головка ключа містить в собі два схрещених молочка, що символізують емблему Державної служби геології.

## Історія
За версією харківського краєзнавця Михайла Гетьманця 1185 року в місцевості біля селища Гола Долина відбулася битва на Суюрлії князя Ігоря Святославича з половцями. Проте за волосько-балаклійського краєзнавцем Василем Бєліковим Суюрлієм є Волоська Балаклійка.
У період німецько-радянської війни при невдалій наступальній Харківській операції радянські війська зіткнулися з міцною обороною, при спробах прорвати яку гинули цілі підрозділи.
17 липня 2020 року, в результаті адміністративно-територіальної реформи та ліквідації Слов'янського району, село увійшло до складу Краматорського району.
8 травня 2022 року, в ході збройного вторгнення в Україну, рашистські окупаційні війська прицільним ударом знищили Свято-Георгіївський скит Святогорської Успенської лаври.

## Населення

### Мова
Розподіл населення за рідною мовою за даними перепису 2001 року:
| Мова            | Кількість | Відсоток |
| --------------- | --------- | -------- |
| російська       | 350       | 62.84%   |
| українська      | 197       | 35.37%   |
| білоруська      | 1         | 0.18%    |
| інші/не вказали | 9         | 1.60%    |
| Усього          | 557       | 100%     |

## Економіка
- СТОВ «Долина»
- Ділянка геологорозвідувальної експедиції
- Рибгосп

## Об'єкти соціальної сфери
- Школа
- Дитсадок
- Магазини
- Кафе
- АЗС

## Пам'ятки культури
- Меморіал радянським воїнам загиблим у роки німецько-радянської війни.
- Свято-Георгіївський скит Свято-Успенської Святогірської лаври.